# Philippsruher Allee

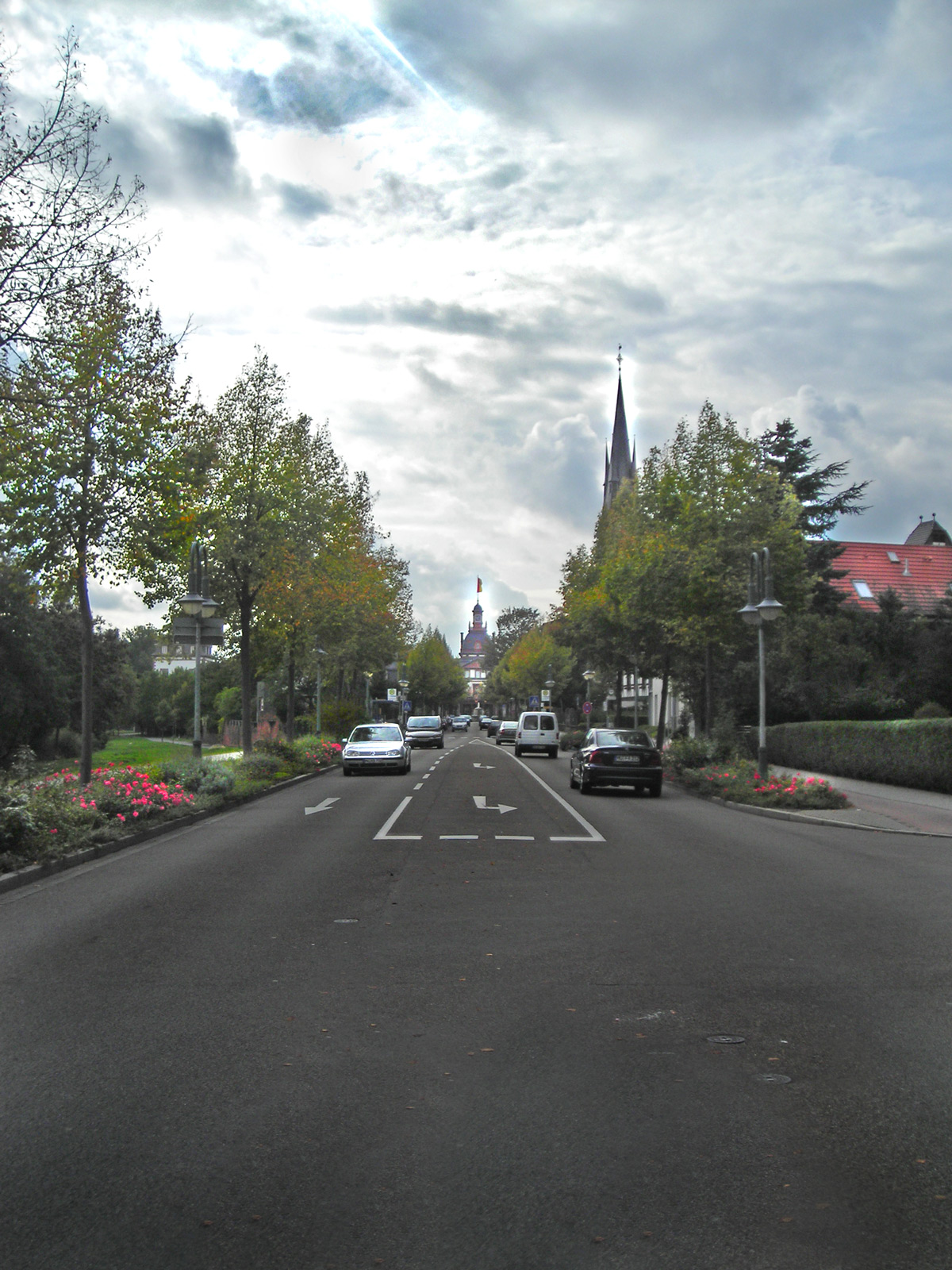
Philippsruher Allee – im Ziel der Achse das Schloss Philippsruhe, rechts der Turm der Friedenskirche

Die Philippsruher Allee ist eine barocke Alleenachse, die den historischen Stadtkern von Hanau im Bundesland Hessen in Richtung Westen geradlinig mit dem Schloss Philippsruhe verbindet und zugleich eine Verbindung nach Maintal und Frankfurt am Main herstellt.

## Geschichte
Die Philippsruher Allee wurde ab 1716 angelegt. Neben ihrer Verkehrsfunktion wurde sie auch als Bestandteil des Schlossensembles angelegt: Sie führt über ca. 1,5 km direkt auf den Mittelrisalit des Schlosses zu und betont so in barocker Manier die Hauptachse der Schlossanlage. Schloss und Allee tragen den Namen des Grafen Philipp Reinhard von Hanau-Münzenberg.
Die Trasse der Allee schnitt, um diesen Verlauf nehmen zu können, tangential das rechte Ufer des Mains, der hier in einem weiten Linksbogen fließt und den Uferbereich auswusch. Die Straße musste deshalb auf einen Damm gelegt werden, der den Fluss an dieser Stelle einengte. Der Damm wirkte zugleich, wenn auch begrenzt, als Hochwasserschutz für den dahinter liegenden Bereich und verhinderte dort weitere Erosion. Dieser Eingriff in den Fluss führte aber zu Protesten des der Grafschaft Hanau hier am anderen Flussufer gegenüberliegenden Kurmainz. Dies verzögerte die Bauarbeiten. Die Allee konnte erst 1767 unter der Regierung des Erbprinzen Wilhelm IX./I. von Hessen-Kassel fertiggestellt werden.

## Verlauf und Bauten
Die Philippsruher Allee nimmt ihren Ausgang am Kanaltorplatz und zielt westlich, direkt auf den etwa 1,5 km entfernt liegenden Mittelrisalit des Schlosses Philippsruhe. Sie unterquert heute zunächst die Eisenbahnstrecke Frankfurt–Hanau. 1854, als die Frankfurt-Hanauer Eisenbahn bis zur bayerischen Grenze und weiter nach Aschaffenburg verlängert wurde, war das noch ein niveaugleicher Bahnübergang. Kurfürst Friedrich Wilhelm I. (Hessen-Kassel), immer auf Geld aus, erwartete mit dem Argument, dass damit die zu seinem Schloss führende Allee gestört werde, von der den Ausbau der Bahn in Richtung Aschaffenburg finanzierenden Bank Bernus du Fay ein Schmiergeld in Höhe von 100.000 Talern. Sein leitender Minister, Ludwig Hassenpflug, bot daraufhin seinen Rücktritt an, der Kurfürst verweigerte ihm aber die Demission.
In den 1960er Jahren wurde der Bahnübergang durch eine Unterführung ersetzt. Auf der querenden Brücke befindet sich heute der Haltepunkt Hanau West. Im weiteren Verlauf überquert die Allee die Hellerbrücke und anschließend mit zwei Brücken Flutgräben der Kinzig. Letztere sind Kulturdenkmäler.

### Hellerbrücke
Bedeutendste Brücke im Zuge der Allee ist die Hellerbrücke, Durchlass für die Kinzig, die, nachdem sie die Straße unterquert hat, wenige Meter später in den Main mündet. Die Hellerbrücke trägt ihren Namen von einem ehemals dort erhobenen Brückenzoll. Die historische dreibogige Konstruktion wurde 1992 abgerissen, um die Fahrbahn der Straße zu verbreitern, und durch eine moderne, wenn auch gefällig verkleidete Betonkonstruktion ersetzt.

### Wasserturm

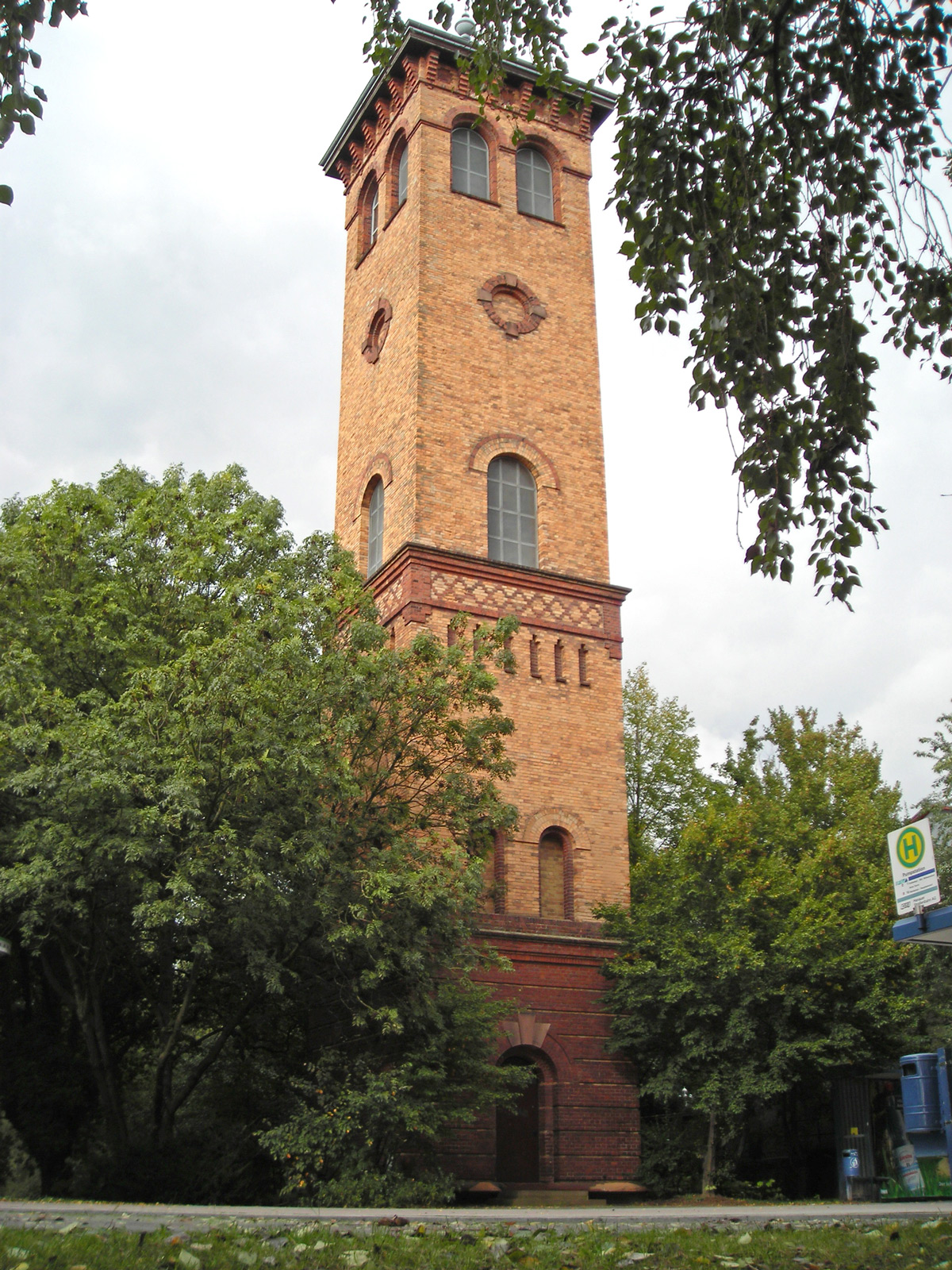
Wasserturm

Der historistische, 42 Meter hohe Wasserturm in pseudo-toskanischer Manier, ein mit farbigen, vornehmlich gelben Ziegeln verkleidetes Bauwerk, ist heute funktionslos und im Innern ohne jede Einrichtung. Er wurde um 1878 errichtet, als der Landgraf von Hessen nach dem Ausgleich zwischen dem Haus Hessen und Preußen das Schloss Philippsruhe zugesprochen bekam und es für den damals erforderlichen Wohnstandard nachrüstete. Für den Park von Schloss Philippsruhe erzeugte der Wasserturm den erforderlichen Wasserdruck für die Springbrunnen. Er wurde bis zum Zweiten Weltkrieg genutzt, da Bedenken bestanden, ob das Leitungsnetz des Schlosses den höheren Wasserdruck des städtischen Wassernetzes ausgehalten hätte. Der Wasserturm ist ein Kulturdenkmal nach dem Hessischen Denkmalschutzgesetz und Bestandteil der Route der Industriekultur Rhein-Main.

### Olof-Palme-Haus
Das heutige Olof-Palme-Haus, ehemals: Westerfeldsche Villa, geht auf einen Gutshof vor den Toren der Stadt Hanau zurück, die heute noch bestehende Bausubstanz zum Teil auf die Zeit nach dem Dreißigjährigen Krieg. 1857 wurde es von Georg Christ, einem nach Amerika ausgewanderten, dort reich gewordenen und nach Hanau zurückgekehrten Kaufmann erworben. Er ließ es in ein Wohnhaus mit vorgelagerter überdachter Veranda umbauen, die einen Hauch von Südstaaten-Villa verströmt.
Das Grundstück ist katastermäßig der Pfarrer-Hufnagel-Straße zugeordnet. Von seiner Ausrichtung her gehört es aber zur Philippsruher Allee. Heute wird es als Begegnungsstätte genutzt und trägt den Namen Olof-Palme-Haus.

### Friedenskirche
In ihrem weiteren Verlauf erreicht die Allee das frühere, 1907 zu Hanau eingemeindete, Dorf Kesselstadt. Dessen historischer Ortskern lag nahe am Main, so auch dessen neugotische, evangelische Friedenskirche, siehe dort.

### Weitere Kulturdenkmäler
- Eine historistische Villa im Stil der Neugotik und Neorenaissance, die „Villa Louisita“, liegt auf dem Grundstück Philippsruher Allee 26. Sie wurde 1875 für August Limbert, einen nach Amerika ausgewanderten, dort reich gewordenen und nach Hanau zurückgekehrten Bankier errichtet und in den folgenden zwei Jahrzehnten durch Anbauten mehrfach erweitert.
- Das Gebäude der ehemaligen Geibelschule mit einem Turm zum Trocknen der Schläuche der Freiwilligen Feuerwehr Kesselstadt und einer „Garage“ für den Leichenwagen stammt aus dem Jahr 1905. Dort ist heute ein Waldorfkindergarten untergebracht. Der historistische Bau ist gegenüber der Philippsruher Allee etwas zurückgesetzt.
- Historisches Gasthaus Zum Schwanen, ein Fachwerkbau mit 10 Fensterachsen und einem in Sandsteinmauerwerk ausgeführten Erdgeschoss, errichtet 1788, steht in der Philippsruher Allee 50 und wird heute noch als Gaststätte betrieben. Der Schwan war das Wappentier der Grafschaft Hanau.

## Bedeutung

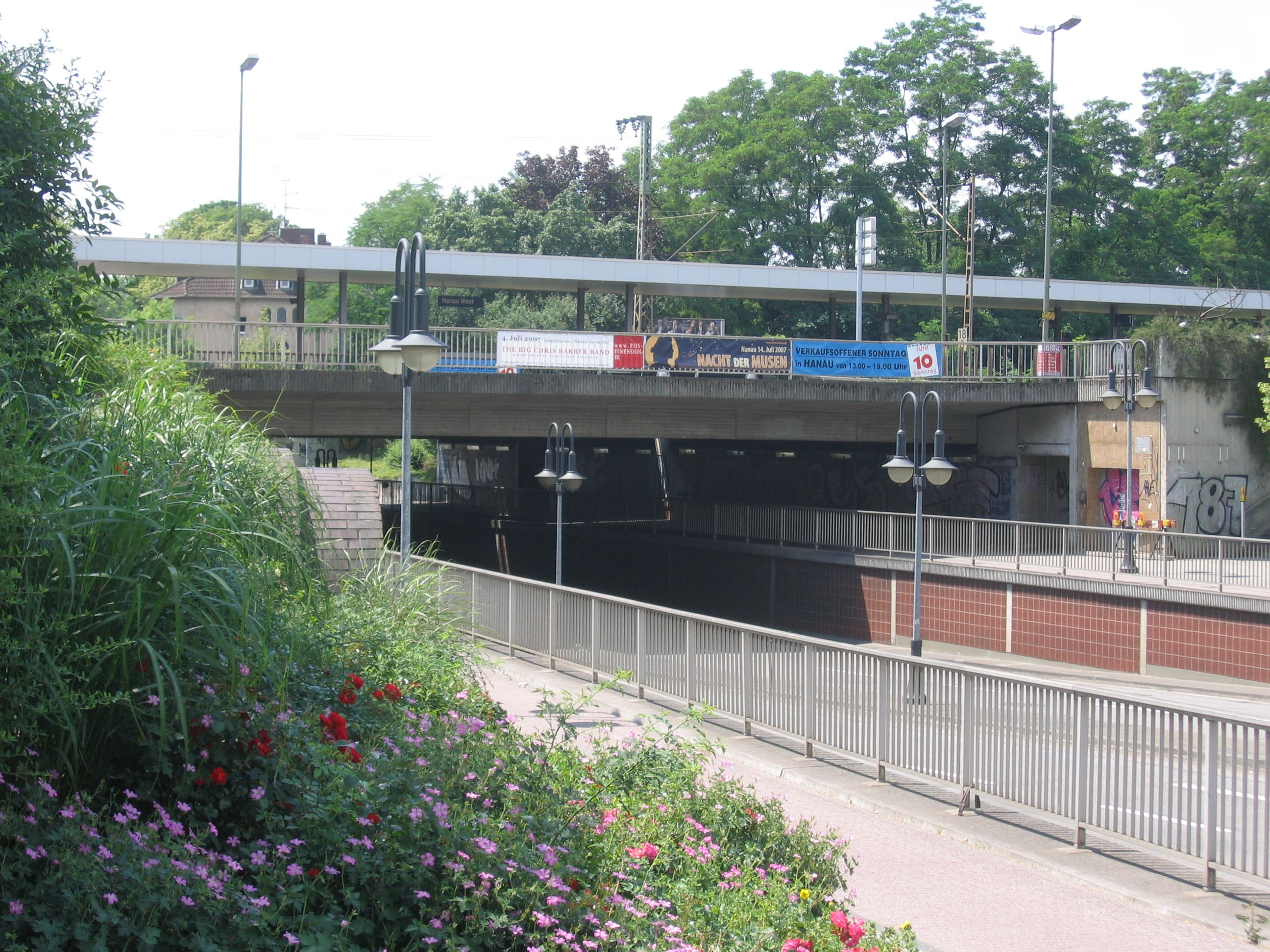
Bahnhof Hanau West am östlichen Ende der Philippsruher Allee

Die Philippsruher Allee ist zwischen Hanau und Kesselstadt heute eine innerstädtische Straße. In ihrem weiteren Verlauf, nach Umfahrung des Schlosses Philippsruhe – sie heißt dann allerdings schon Landstraße – bietet sie eine Verbindung nach Maintal und Frankfurt.
Die Allee wurde zunächst in den 1990er Jahren neu ausgebaut und dann im Rahmen der Hessischen Landesgartenschau in Hanau im Jahr 2002 nochmals neu gestaltet, mit Blumenrabatten versehen und insgesamt aufgewertet.